# Kazimain

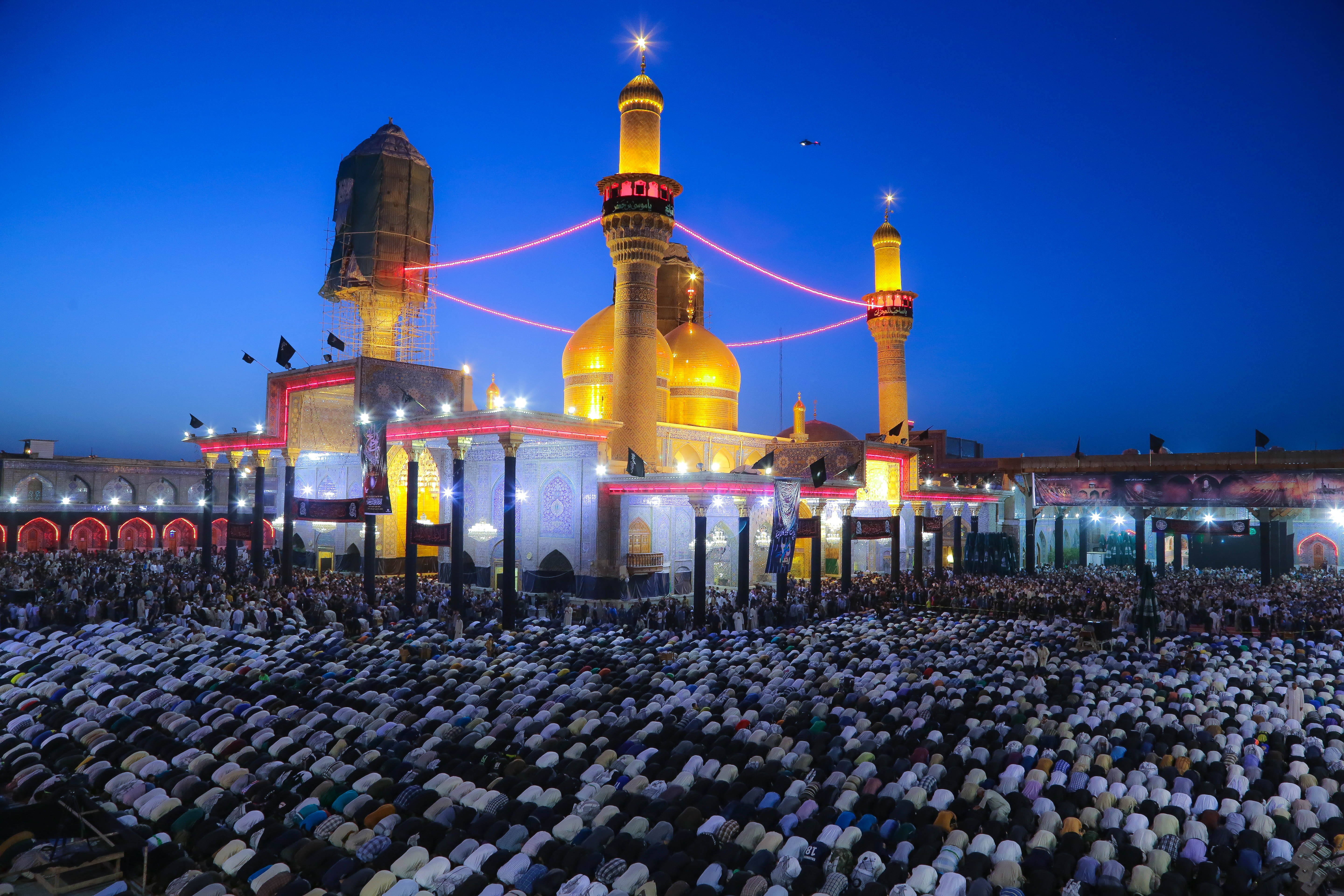
Haram al-Kazimayn.

Kazimain, al-Kazimiyah eller al-Kadhimiya (arabiska: الكاظمية) är ett område i utkanten av Bagdad i Irak, och är beläget ungefär 5 km norr om stadskärnan.

## Shiaislamsk roll
Kazimain är en "helig stad" enligt shiaislam och är döpt efter den sjunde shiaimamen, Musa al-Kazim, som är begravd här, bredvid sitt barnbarn, den nionde shiaimamen, Muhammad Jawad at-Taqi.